# Przesąd przezwyciężony
Szkoła matek (fr. Le Préjugé vaincu) – komedia w jednym akcie Pierre’a de Marivaux wystawiona w 1746.

## Data powstania utworu
Utwór został napisany w 1746 roku i miał swą premierę 6 lipca 1746 w l’Hôtel de Bourgogne. Został wystawiony przez aktorów Comédie-Française. Sztuka odniosła spory sukces.

## Osoby
| Osoba    | Jej rola w dramacie |
| -------- | ------------------- |
| Markiz   | ojciec Angeliki     |
| Angelika | córka markiza       |
| Dorant   | kochanek Angeliki   |
| Lizeta   | pokojowa Angeliki   |
| Kolec    | służący Doranta     |

## Treść
Akcja sztuki rozgrywa się na wsi w domu markiza.
Angelika doskonale wie że kocha Doranta, ale nie chce tego przyznać. Córka markiza, nie może się zdeklasować i poślubić prostego mieszczanina, bez względu na to, jak byłby bogaty i dobrze wychowany. Dzieli się jednak swoimi uczuciami nie z ojcem, który chętnie widziałby to małżeństwo, ale z Lizetą, swoją pokojówką, która, choć mówi gwarą swojego miasteczka i jest córką zwykłego  urzędnika podatkowego, jest zdecydowanie przeciwna mezaliansowi swej pani. Dorant, aby zbadać grunt, mówi, że ma świetną partię do zaoferowania Angelice: wykształconego młodego człowieka, bogatego, szacownego pod każdym względem, ale mieszczanina. Angelika odmawia. Dorant wyznaje, że chodziło mu o niego samego. Dziewczyna jest trochę zdezorientowana, ale obstaje przy swoim. Markiz oferuje więc Dorantowi swoją młodszą córkę. Angelika wzywa Doranta. Nie chce, żeby poszedł zobaczyć jej siostrę, nie chce w ogóle, żeby się od niej oddalał. Dorant patrzy na nią najpierw ze zdziwieniem, potem z rozrzewnieniem. Angelika patrzy na niego również z czułością. Upada jej do stóp, ona go podnosi, duma ustępuje miejsca miłości.

## Omówienie
Przesąd przezwyciężony do całkiem sporej grupy sztuk, które kończą się tego rodzaju mezaliansem. Czasami uwiedziony, zostaje mężczyzna jak w różnych Pamelach La Chaussée’ego, u Boissy’ego, Goldoniego, François de Neufchâteau, w La Nanine Voltaire’a itp., czasami to młoda arystokratka daje się oczarować, jak w Mademoiselle de la Seiglière, Par droit de conquête itp. Komedia Marivaux i w tym jest charakterystyczna dla swojej epoki, że w XVIII wieku osobą niżeszego stanu w związku jest najczęściej mężczyzna, podczas gdy w XIX wieku staje się nią kobieta. W sztukach z XVII wieku nie ma takich małżeństw. W tamtym czasie, jeśli miłość połączyła ludzi o różnej pozycji społecznej, na końcu sztuki lub powieści zawsze następuje rozpoznanie, które ujawnia, że zakochani są sobie równi stanem.
Przesąd przezwyciężony jest trochę nudny. Rola Angeliki nie ma tej finezji, jaką Marivaux potrafiłby jej nadać w innej epoce swojej twórczości. Rola pokojówki mówiącej gwarą i przejawiającej arystokratyczne upodobania jest bardziej oryginalna, ale całej sztuce brakuje wcześniejszej elastyczności, sceny i postaci stają się coraz bardziej sztywne, co będzie charakterystyczne w pracach pisarza z okresu jego starości. Warto pamiętać, że ta komedia była trzydziestym pierwszym dziełem dramatycznym Marivaux wykonanym od 1720 r. i że w tym czasie wydawał także trzy czasopisma i napisał dwie powieści.